# Kaap Greco
Kaap Greco, ook bekend als Cabo Greco (Italiaans voor Griekse Kaap, Grieks: Κάβο Γκρέκο) is een landtong in het zuidoosten van het eiland Cyprus. De kaap ligt aan de zuidkant van de Baai van Famagusta en is onderdeel van het district Famagusta. Kaap Greco is de oostelijkste punt van het door de Republiek Cyprus gecontroleerde grondgebied. Het schiereiland Karpas ligt weliswaar oostelijker, maar ligt sinds de Turkse invasie van 1974 in de zelfverklaarde Turkse Republiek Noord-Cyprus.
Kaap Greco ligt tussen de plaatsen Agia Napa en Protaras, allebei toeristenplaatsen. De kaap wordt bezocht door toeristen vanwege de natuurlijke omgeving. Kaap Greco wordt beschermd als Nationaal Bospark en valt onder bestuur van het Departement Bosbouw van het Cypriotische Ministerie van Binnenlandse Zaken.
Volgens een lokale legende is Kaap Greco het leefgebied van het Zeemonster van Agia Napa.
Op Kaap Greco staat een grote middengolfzendinstallatie die gebruikt wordt door Trans World Radio. Deze zendmasten zenden met 600 kW uit op 1233 kHz.